# Cicrina
Cicrina je naseljeno mjesto u općini Ravno, Federacija Bosne i Hercegovine, BiH.

## Povijest
Selo se spominje u osmanlijskome popisu (1475. – 1477.). Kasnije se spominje i 1651. godine prilikom ženidbe u župi Lisac u Dubrovačkome primorju.
Na području sela, na brdu Gradac pronađeni su ulomci rimskoga crijepa, a na Bijelim njivama nalazilo se srednjovjekovno groblje. Također, na lokalitetu Koruntina nalazila se karantena koja je služila za nadzor nad putnicima na proputovanju u Dubrovačku Republiku.
U Cicrini se nalazi i zaselak Strmica, koje su u 17. stoljeću nastanjivali obitelji Raiči, Raguži, Pavlovići, Nikolići i Mihajlovići. Od 1639. godine spominje se naselje kada ga nastanjuju 4 obitelji.
Također, prvi put se 1661. godine spominje i zaselak Zatmorje (bilježi se i kao Satmor). Zaselak se nalazi pod brdom Tmorom. Zaselak je u prošlosti naseljavala obitelj Potrebica, kao i obližnji napušteni zaselak Kremena Njiva. Najmlađi zaselak sela, Grabovi Do, se spominje 1739. godine.
Do potpisivanja Daytonskog mirovnog sporazuma bilo je u sastavu tadašnje općine Trebinje koja je ušla u sastav Republike Srpske.

## Stanovništvo

### 1991.
Nacionalni sastav stanovništva 1991. godine, bio je sljedeći:
ukupno: 30
- Hrvati - 28
- Jugoslaveni - 2

### 2013.
Nacionalni sastav stanovništva 2013. godine, bio je sljedeći:
ukupno: 117
- Hrvati - 116
- ostali, nepoznati i neopredijeljeni - 1

### Članci
- Vidović, Domagoj. 2010. Pregled toponimije jugozapadnoga dijela Popova. Folia onomastica Croatica. Zavod za lingvistička istraživanja HAZU. Zagreb.  (19): 283–340